# Navassaön

Navassaön ligger söder om Kuba, öster om Jamaica och väster om Haiti. Detta är en amerikansk karta som visar USA:s anspråk på ön.

Navassaön (engelska: Navassa Island, franska: La Navasse, haitisk kreol: Lanavaz eller Lavash) är en liten ö i Västindien mellan Haiti och Jamaica. Ön är ett område inom Förenta staternas mindre öar i Oceanien och Västindien och har hört till USA sedan den 18 november 1857 utan att vara en införlivad del av hemlandet. Ön är obebodd och förvaltas av United States Fish and Wildlife Service (en myndighet inom USA:s inrikesdepartement som hanterar naturskyddsfrågor). Haiti har dock gjort anspråk på ön sedan 1801.

## Geografi

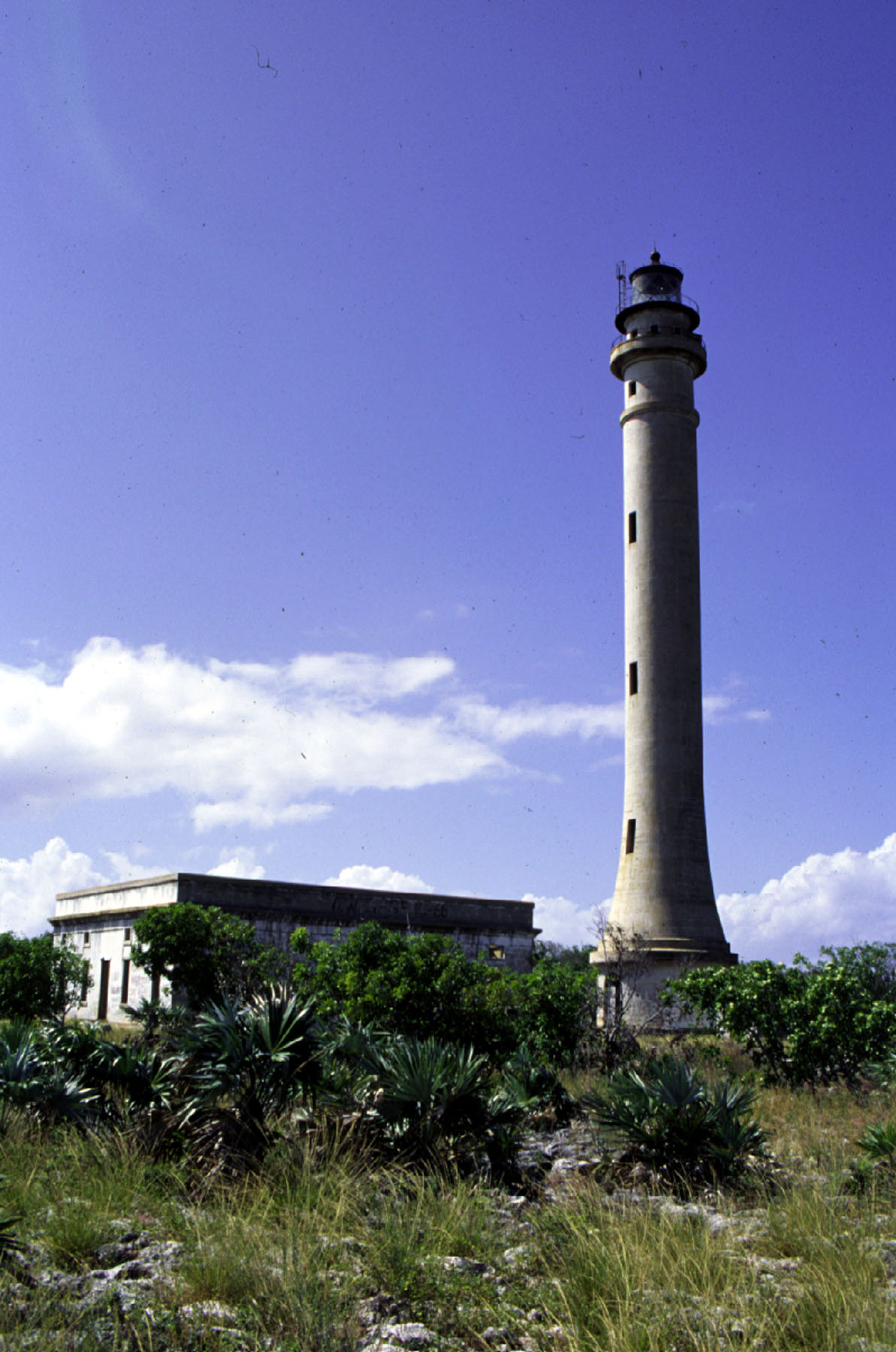
Fyren på Navassaön var bemannad fram till 1929.

Karta över Navassaön.

Ön, som är obebodd, ligger i centrala Västindien och har en areal om cirka 5,4 kvadratkilometer (1 344 amerikanska tunnland), vilket är något mindre än Ven. Navassaöns högsta punkt är belägen cirka 65 meter över havet. Ön är glest bevuxen och täcks till större delen av låg vegetation.

## Historia
Ön upptäcktes sannolikt redan 1504 av spanska sjöfarare under ledning av Christofer Columbus. Haiti gör sedan länge anspråk på ön.